# Lois fascistissimes
Les lois fascistissimes (en italien : leggi fascistissime) sont établies entre 1925 et 1926 et créent le régime fasciste, transformant la monarchie parlementaire italienne en une dictature totalitaire à la suite de l'assassinat du député italien Giacomo Matteotti et de la sécession aventiniana.
Elles commencent par la loi no 2263 du 24 décembre 1925 qui augmente les attributions et les prérogatives du chef du gouvernement dont le nom devient le Duce.
Le 31 décembre 1925 la loi sur la presse entre en vigueur qui fixe que les journaux ne peuvent être dirigés, écrits et imprimés que s'ils ont un responsable accrédité par le préfet, donc par le gouvernement ; tous les autres sont considérés illégaux.
La loi n°100 du 31 janvier 1926 donnait la possibilité au pouvoir exécutif d'établir des lois juridiques, signant la destitution du parlement et le début du régime fasciste.
Enfin, la loi du 3 avril 1926 interdit le droit de grève et établit que seuls les syndicats "légalement reconnus", (c'est-à-dire les syndicats fascistes, qui détiennent pratiquement le monopole de la représentation syndicales après la signature du pacte du Palais Vidoni du 2 octobre 1925 entre la Confindustria et les corporations fascistes) peuvent créer des conventions collectives.
Ces lois sont complétées en 1928 par une modification des lois électorales qui prévoit une liste nationale unique de 400 candidats choisis dans le Grand Conseil du fascisme et soumis aux électeurs en bloc : les élections prennent ainsi l'aspect d'un plébiscite.
En synthèse, ces lois prévoient que,:
- le Parti national fasciste (PNF) est l'unique parti admis ;
- le chef du gouvernement doit rendre compte de son action seulement auprès du roi et non plus devant le parlement dont le rôle est réduit à une simple représentativité ;
- le Grand Conseil du fascisme, présidé par Mussolini, est composé de vrais notables du régime, et il est l'organe suprême du parti fasciste et donc de l'État ;
- toutes les associations de citoyens sont soumises au contrôle de la police ;
- les seuls syndicats reconnus sont fascistes, qui interdisent notamment les grèves et les réunions ;
- le gouvernement remplace les administrations communales et provinciales élues par des podestats à sa dévotion ;
- toute la presse est soumise à la censure. La diffusion de " fausses informations, exagérées ou tendancieuses, pouvant nuire au prestige de l’État ou aux intérêts nationaux, entraîne la réclusion de 5 à 15 ans, l'interdiction d'intégrer une fonction publique, la perte immédiate de la citoyenneté, et la confiscation des biens ".

De plus, elles mettent en place :
- le confino (assignation à résidence, relégation) pour les anti-fascistes ;
- le Tribunal spécial pour la sécurité de l’État avec des compétences pour les délits commis contre la sécurité de l’État pour lesquels il est prévu la peine de mort et un collège de juges créé par des membres de la milice et de militaires ;
- l’OVRA (Organizzazione di Vigilanza e Repressione dell'Antifascismo), la police secrète.